# Sonic (serie di film)

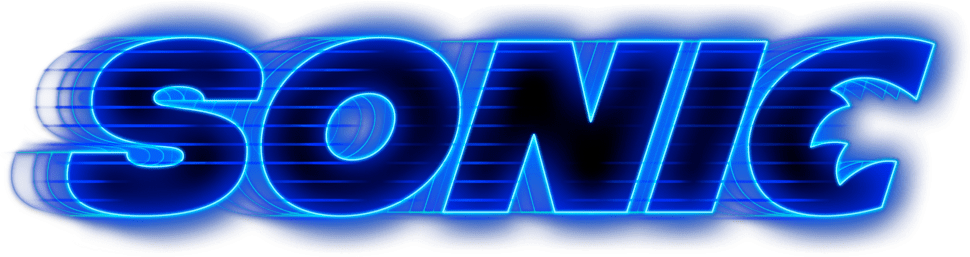
Logo della serie

Sonic (Sonic the Hedgehog) è una serie cinematografica nipponico-statunitense a tecnica mista realizzata da Paramount Pictures e Sega Sammy Group. Basata sull'omonimo franchise videoludico, è diretta da Jeff Fowler ed è composta da tre lungometraggi (più un quarto in produzione) e una miniserie televisiva spin-off su Knuckles.
I tre film hanno incassato in totale 1,2 miliardi di dollari.

## Sviluppo
Le prime idee per un film su Sonic the Hedgehog risalgono al 1993, quando Michealene Risley, direttrice dei prodotti per consumatori di Sega of America, negoziò con molteplici produttori a Hollywood. Risley contribuì alla licenza per la prima serie animata del 1993. L'amministratore delegato di Sega of America Tom Kalinske temeva di danneggiare il brand, citando il fallimento dei precedenti adattamenti cinematografici videoludici Super Mario Bros. (1993) e Street Fighter - Sfida finale (1994). Nonostante le preoccupazioni di Kalinske, Sega era entusiasta. Nell'agosto 1994, Sega strinse un accordo con Metro-Goldwyn-Mayer e Trilogy Entertainment Group, assumendo Pen Densham come produttore esecutivo. Il film si sarebbe intitolato Sonic the Hedgehog: Wonders of the World e avrebbe visto Sonic giungere nel mondo reale, diventare amico di un ragazzino chiamato Josh ed affrontare il Dr. Robotnik. MGM tentò invano di cedere il film alla DreamWorks Pictures e cancellò il film.
Nel 1996 era stata prodotta una miniserie animata giapponese OAV di due episodi, intitolata Sonic the Hedgehog, che negli Stati Uniti uscì come un unico lungometraggio intitolato Sonic the Hedgehog: The Movie, nonostante non fosse a tutti gli effetti un film. I due episodi sono stati prodotti da Pierrot. 
Nel 2002, Ben Hurst propose un film animato su Sonic alla DIC Entertainment come continuazione della seconda serie animata del 1993, a cui avrebbe lavorato come scrittore. La DiC mise Hurst in contatto con un dipendente esecutivo della Sega interessato al progetto. Hurst entrò quindi in contatto con Ken Penders, autore dei fumetti della Archie Comics, messo al corrente dei piani di Hurst. Sebbene lui gli raccontò le sue idee e gli offrì di partecipare, Penders disse a Sega che Hurst stava cercando di cooptare il franchise, spingendo Sega a liquidare Hurst e la sua proposta. Nel settembre 2003, Penders presentò la sua idea per un film su Sonic, intitolato Sonic Armageddon. Secondo Penders, il film sarebbe stato una backstory e reset della serie, risolvendo i fili della trama iniziati nella seconda serie animata, che sarebbe proseguito nei fumetti Archie. Il progetto venne abbandonato nel 2007 a causa di uno sconvolgimento aziendale e la morte del responsabile delle licenze di Sega Robert Leffler, che aveva supportato Penders. Penders confermò inoltre che tale film non fu mai proposto alla DreamWorks. Sonic ed Eggman debuttano sul grande schermo compiendo un cameo nel film Disney Ralph Spaccatutto (2012) e il suo seguito Ralph spacca Internet (2018).

## Produzione
Nel 2013, la Sony Pictures Entertainment acquistò i diritti per produrre e distribuire un film su Sonic. Il 10 giugno 2014 fu annunciato un film in tecnica mista co-prodotto da Sony Pictures e Marza Animation Planet, a una sussidiaria giapponese di Sega Sammy Holdings che aveva realizzato gli intermezzi in CGI per diversi giochi della serie. Sarebbe stato prodotto dalla Original Film di Neal H. Moritz assieme a Takeshi Ito, Mie Onishi e Toru Nakahara, scritto da Evan Susser e Van Robichaux. Nel febbraio 2016, l'amministratore delegato di Sega Hajime Satomi disse che il film sarebbe uscito nel 2018. Tim Miller e Jeff Fowler di Blur Studio furono ingaggiati nel 2016; quest'ultimo era al suo esordio nel cinema e Miller era il produttore esecutivo. Blur Studio in passato aveva realizzato Shadow the Hedgehog (2005), per il quale Fowler aveva diretto gli intermezzi, e Sonic the Hedgehog (2006). Patrick Casey, Josh Miller e Oren Uziel scrissero la sceneggiatura, mentre Casey e Miller la storia.
Il 2 ottobre 2017, Paramount Pictures annunciò di aver acquisito i diritti, dato che la Sony aveva messo da parte il film. Le riprese iniziarono nel settembre 2018. Quando ad aprile 2019 uscì il primo trailer, si levarono pesanti critiche contro l'aspetto di Sonic, così la data d'uscita, prevista per novembre 2019, fu rinviata per ridisegnare il personaggio. Il film uscì a febbraio 2020 e ricevette recensioni mediamente positive. A metà dei titoli di coda, c'è una scena dove appare Miles "Tails" Prower, infatti Fowler, Casey, Miller e gli attori James Marsden e Ben Schwartz espressero interesse per un sequel con più elementi dai giochi.
Un sequel fu confermato a maggio 2020, con il mantenimento dei produttori e attori del primo film. A febbraio 2022, due mesi prima dell'uscita del film, vennero annunciati nuovi progetti: un terzo film ed una miniserie televisiva su Knuckles, che venne introdotto per la prima volta nel secondo film, uscito l'8 aprile 2022. Il 9 agosto 2022 venne invece confermato la data di uscita per il terzo film, cioè il 20 dicembre 2024.
Il 26 aprile 2024, venne pubblicata sul servizio di Paramount+ la miniserie di 6 episodi su Knuckles, girata nell'aprile 2023, che in Italia uscì il 27 aprile a causa del fuso orario. Il 25 agosto 2024, in varie parti del mondo (tra cui il Giappone) vennero viste delle pubblicità che annunciavano l'uscita del trailer del terzo film. Poche ore dopo, venne confermato ufficialmente dalla Paramount ed il trailer venne distribuito il 27 agosto. 
Il film uscì in Italia il 1⁰ gennaio 2025. Il 19 dicembre 2024, un giorno prima dell'uscita del film in America, venne confermato un quarto film, fissato per il 19 marzo 2027. I produttori hanno anche l'idea di prolungare il franchise, creando altre serie o film, tra cui un probabile spin-off sul Team Chaotix (composto da Vector the Crocodile, Charmy Bee ed Espio the Chamaleon). C'è anche l'idea di realizzare una serie spin-off su Shadow, sopravvissuto dopo gli eventi del terzo film. 
I tre film sono rispettivamente basati su Sonic The Hedgehog (1991), Sonic the Hedgehog 2 (1992), Sonic the Hedgehog 3 (1994) e Sonic & Knuckles (1994) e Sonic Adventure 2 (2001) e Shadow The Hedgehog (2005). Per il momento, non è confermato cosa tratterà il quarto film, anche se è probabile che sarà basato su Sonic CD (1993) e Sonic Heroes (2003).
Tra i vari film, sono anche legati dei cortometraggi e spesso vengono pubblicizzati in vari videogiochi della serie.

## Film
| Film              | Data di uscita USA | Regia       | Sceneggiatura                            | Produttori                                                |
| ----------------- | ------------------ | ----------- | ---------------------------------------- | --------------------------------------------------------- |
| Sonic - Il film   | 14 febbraio 2020   | Jeff Fowler | Pat Casey, Josh Miller                   | Neal H. Moritz, Toby Ascher, Toru Nakahara, Takeshi Ito   |
| Sonic 2 - Il film | 8 aprile 2022      | Jeff Fowler | Pat Casey, Josh Miller, John Whittington | Neal H. Moritz, Toby Ascher, Toru Nakahara, Hitoshi Okuno |
| Sonic 3 - Il film | 20 dicembre 2024   | Jeff Fowler | Pat Casey, Josh Miller, John Whittington | Neal H. Moritz, Toby Ascher, Toru Nakahara, Hitoshi Okuno |
| Sonic 4 - Il film | 19 marzo 2027      | Jeff Fowler | Pat Casey, Josh Miller, John Whittington | N.D.                                                      |

## Serie televisive
| Serie    | Episodi | Trasmissione originale | Trasmissione originale | Showrunner                    |
| Serie    | Episodi | Data primo episodio    | Data ultimo episodio   | Showrunner                    |
| -------- | ------- | ---------------------- | ---------------------- | ----------------------------- |
| Knuckles | 6       | 26 aprile 2024         | 26 aprile 2024         | John Whittington, Toby Ascher |

## Cortometraggi
| Film                            | Data di uscita USA | Regia           | Sceneggiatura               | Produttori                                                |
| ------------------------------- | ------------------ | --------------- | --------------------------- | --------------------------------------------------------- |
| Il giro del mondo in 80 secondi | 31 marzo 2020      | N.D.            | N.D.                        | N.D.                                                      |
| Sonic Drone Home                | 24 maggio 2022     | David Nelson    | Patrick Casey, TJosh Miller | Neal H. Moritz, Toby Ascher, Toru Nakahara, Hitoshi Okumo |
| A Very Sonic Christmas          | 11 dicembre 2024   | David H. Brooks | N.D.                        | Neal H. Moritz, Toby Ascher                               |

## Personaggi e interpreti
Questa sezione include i personaggi che sono apparsi nella serie:
- La cella vuota e grigia scura indica che il personaggio non è presente nel film.
- V indica un ruolo solo vocale.

| Personaggio                     | Film principali         | Film principali         | Film principali         | Film principali         | Serie TV                |               |                         |             |        |
| Personaggio                     | Sonic - Il film         | Sonic 2 - Il film       | Sonic 3 - Il film       | Sonic 4 - Il film       | Knuckles                |               |                         |             |        |
| Alieni                          | Alieni                  | Alieni                  | Alieni                  | Alieni                  | Alieni                  | Alieni        | Alieni                  | Alieni      | Alieni |
| ------------------------------- | ----------------------- | ----------------------- | ----------------------- | ----------------------- | ----------------------- | ------------- | ----------------------- | ----------- | ------ |
| Sonic il riccio                 | Ben SchwartzV           | Ben SchwartzV           | Ben SchwartzV           | Ben SchwartzV           | Ben SchwartzV           |               | Ben SchwartzV           |             |        |
| Miles "Tails" Prower            | Colleen O'ShaughnesseyV | Colleen O'ShaughnesseyV | Colleen O'ShaughnesseyV | Colleen O'ShaughnesseyV | Colleen O'ShaughnesseyV |               | Colleen O'ShaughnesseyV |             |        |
| Longclaw il gufo gigante        | Donna J. FulksV         | Donna J. FulksV         |                         |                         |                         |               |                         |             |        |
| Knuckles l'echidna              |                         | Idris ElbaV             | Idris ElbaV             | Idris ElbaV             | Idris ElbaV             |               |                         | Idris ElbaV |        |
| Shadow il riccio                |                         |                         | Keanu ReevesV           | Keanu ReevesV           |                         | Keanu ReevesV |                         |             |        |
| Pachacamac                      |                         |                         |                         |                         | Christopher LloydV      |               |                         |             |        |
| Amy Rose                        |                         |                         |                         | TBA                     |                         |               |                         |             | TBA    |
| Umani                           |                         |                         |                         |                         |                         |               |                         |             |        |
| Dr. Ivo "Eggman" Robotnik       | Jim Carrey              | Jim Carrey              | Jim Carrey              | Jim Carrey              |                         | Jim Carrey    |                         |             |        |
| Tom Wachowski                   | James Marsden           | James Marsden           | James Marsden           | James Marsden           |                         |               |                         |             |        |
| Maddie Wachowski                | Tika Sumpter            | Tika Sumpter            | Tika Sumpter            | Tika Sumpter            | Tika Sumpter            |               |                         |             |        |
| Wade Whipple                    | Adam Pally              | Adam Pally              | Adam Pally              |                         | Adam Pally              |               |                         |             |        |
| Agente Stone                    | Lee Majdoub             | Lee Majdoub             | Lee Majdoub             | Lee Majdoub             |                         |               |                         |             |        |
| Comandante Walters              | Tom Butler              | Tom Butler              | Tom Butler              |                         |                         |               |                         |             |        |
| Rachel                          | Natasha Rothwell        | Natasha Rothwell        | Natasha Rothwell        |                         |                         |               |                         |             |        |
| Jojo                            | Melody Nosipho Niemann  | Melody Nosipho Niemann  |                         |                         |                         |               |                         |             |        |
| Maggiore Bennington             | Neal McDonough          |                         |                         |                         |                         |               |                         |             |        |
| Carl il Pazzo                   | Frank C. Turner         |                         |                         |                         |                         |               |                         |             |        |
| Randall Handel                  |                         | Shemar Moore            | Shemar Moore            |                         |                         |               |                         |             |        |
| Maria Robotnik                  |                         |                         | Alyla Browne            |                         |                         |               |                         |             |        |
| Professor Gerald Robotnik       |                         |                         | Jim Carrey              |                         |                         |               |                         |             |        |
| Direttrice Rockwell             |                         |                         | Krysten Ritter          |                         |                         |               |                         |             |        |
| Kyle Lancebottom                |                         |                         | Jorma Taccone           |                         |                         |               |                         |             |        |
| Wendy Whipple                   |                         |                         |                         |                         | Stockard Channing       |               |                         |             |        |
| Wanda Whipple                   |                         |                         |                         |                         | Edi Patterson           |               |                         |             |        |
| Acquirente                      |                         |                         |                         |                         | Rory McCann             |               |                         |             |        |
| Peter Whipple Pistol Pete       |                         |                         |                         |                         | Cary Elwes              |               |                         |             |        |
| Agente Willoughby               |                         |                         |                         |                         | Ellie Taylor            |               |                         |             |        |
| Agente Mason                    |                         |                         |                         |                         | Scott Mescudi           |               |                         |             |        |
| Susie Barnes Susie la guerriera |                         |                         |                         |                         | Alice Tregonning        |               |                         |             |        |
| Agente Fairley                  |                         |                         |                         |                         | Graeme Thomas King      |               |                         |             |        |
| Jack Sinclair                   |                         |                         |                         |                         | Julian Barratt          |               |                         |             |        |

### Team Sonic

Il Team Sonic nel terzo film

Il Team Sonic è una squadra composta da Sonic, Tails e Knuckles, formatasi al termine del secondo film, basata sull'omonimo team introdotto nel videogioco Sonic Heroes (2003).

#### Sonic il riccio
Doppiato in originale da Ben Schwartz ed in italiano da Renato Novara.
Sonic il riccio (Sonic the Hedgehog) è un riccio alieno blu antropomorfo in età adolescenziale, protagonista della serie cinematografica e leader del Team Sonic. Oltre a essere in grado di correre a velocità supersonica (e talvolta "fermare il tempo"), ha la capacità di manipolare il Caos, grazie al quale può incrementare la propria velocità e controllare i campi elettromagnetici. Da piccolo, fu allevato dalla mentore Longclaw e quando la tribù degli echidna tentò di catturare i due, il riccio fu fatto fuggire sulla Terra, dove trascorse 10 anni nascosto e solo, 7 dei quali in una grotta in mezzo al bosco di Green Hills, Montana. A causa di una serie di circostanze, conosce Tom e rimane a vivere in casa sua, venendo poi raggiunto da Tails e Knuckles.

#### Miles "Tails" Prower
Doppiato in originale da Colleen O' Shaughnessey ed in italiano da Benedetta Ponticelli.
Miles Prower, soprannominato Tails a causa delle due code, è un cucciolo di volpe alieno giallo antropomorfo, nonché mente del Team Sonic. Può volare roteando le due code come un'elica, adora inventare e l'aviazione. La coda in più lo rendeva bizzarro agli altri. Scopre Sonic quando questi scatena l'impulso elettromagnetico nel primo film e raggiunge il riccio blu per aiutarlo a sfuggire da Knuckles. Nel corso della sua prima avventura, Tails diventa il migliore amico e "fratellino" di Sonic.

#### Knuckles l'echidna
Doppiato in originale da Idris Elba ed in italiano da Maurizio Merluzzo.
Knuckles l'echidna (Knuckles the Echidna) è un forzuto guerriero echidna alieno rosso antropomorfo, nonché muscolo del Team Sonic. Dopo lo scontro tra la sua tribù e Longclaw, è rimasto l'unico della sua specie e, desideroso di vendicare suo padre caduto in battaglia, affronta un mostruoso demone di fuoco; durante lo scontro, scopre che può prevalere credendo in sé e ha la meglio, riuscendo inoltre a padroneggiare un'abilità chiamata "Fiamma del Disastro". Come Sonic, è in grado di manipolare il Caos, con cui incrementa la forza dei suoi colpi. Riesce a raggiungere il riccio con l'aiuto di Eggman, ma non appena questi ruba il Grande Smeraldo, Knuckles si allea con Sonic e Tails per sconfiggere lo scienziato. Successivamente, insegna a Wade Whipple a credere in sé.

### Amy Rose
Amy Rose è un grazioso riccio rosa femmina con un martello spaccatutto che compare al termine del terzo film, salvando il suo futuro amico e interesse amoroso Sonic da un esercito di Metal Sonic. Ricomparirà nel quarto film, in uscita nel 2027.

### Shadow il riccio
Doppiato in originale da Keanu Reeves e in italiano da Claudio Moneta.
Shadow il riccio (Shadow the Hedgehog) è un riccio alieno di colore nero a strisce rosse antropomorfo in grado di controllare il Caos, teletrasportarsi e sparare lance della suddetta energia. Arrivò sulla Terra nei primi anni '70 dentro ad un meteorite nel deserto dell'Oklahoma e fu studiato dal professor Gerald Robotnik, nonno del Dr. Eggman, in un centro di ricerche segreto. Durante quel periodo, diventò amico di Maria: la ragazza infatti era la nipote di Gerald che Shadow vedeva come una sorta di padre, ma quando le G.U.N. decisero che il suo potere era troppo grande e di chiudere quindi il progetto, Gerald tentò di fuggire assieme al riccio e la nipote per dare a loro la possibilità di vivere felici insieme, ma la ragazza fu uccisa da un'esplosione provocata per errore da Walters e un collega militare. Shadow, essendo troppo pericoloso e prezioso, fu ibernato e messo in custodia sull'isola penitenziario a tempo indeterminato, venendo poi segretamente risvegliato da Gerald nel 2024, ben 50 anni dopo. Inizialmente cerca di vendicarsi dell'umanità, ma realizzando che avrebbe ottenuto solo altro dolore e Maria non avrebbe voluto questo, si allea con Sonic e ferma il Cannone Eclissi assieme ad Eggman. I due vengono creduti uccisi dall'esplosione, tuttavia, Shadow è sopravvissuto ed è tornato sulla Terra.

### Famiglia Wachowski
I Wachowski sono una famiglia statunitense composta dai coniugi Tom e Maddie, residenti a Green Hills, Montana. Ai due si aggiungono Jojo e sua madre Rachel, sorella di Maddie, residenti a San Francisco. Il loro cognome è riferito alle sorelle Wachowski, ideatrici e registe della saga di Matrix.

#### Tom Wachowski
Interpretato da James Marsden e doppiato in italiano da Massimiliano Manfredi.
Lo sceriffo Thomas Michael Wachowski, detto Tom, è il protagonista umano dei film, audace e onorevole sceriffo di polizia di Green Hills. Conosce Sonic per primo e lo aiuta per fermare i diabolici piani del dottor Ivo Robotnik e recuperare gli anelli per lasciare la Terra, ma alla fine il riccio decide di restare con lui e Maddie. Tom viene soprannominato da Sonic "Signore delle Ciambelle" a causa della sua abitudine di mangiare ciambelle come il vigile statunitense medio. Lo sceriffo, dopo aver capito che Sonic non ha nessuno al mondo, mosso da un genuino affetto, diventa il padre adottivo del protagonista e dei suoi amici (Tails e Knuckles).

#### Maddie Wachowski
Interpretata da Tika Sumpter e doppiata in italiano da Laura Facchin.
La dottoressa Maddie Wachowski è la veterinaria di Green Hills, moglie di Tom e madre adottiva del Team Sonic. Nel primo film, aiuta Tom e Sonic a fermare il diabolico dottor Ivo "Eggman" Robotnik. Maddie viene soprannominata da Sonic "Signora dei Pretzel" a causa della forma dei suoi esercizi di yoga. La donna dopo aver incontrato Sonic e aver appreso la sua storia dal marito rimane toccata nel profondo del cuore, mossa da un profondo amore materno diventa la madre adottiva di Sonic e i suoi amici.

#### Rachel
Interpretata da Natasha Rothwell e doppiata in italiano da Angela Brusa.
Rachel è la paranoica e strampalata sorella di Maddie e madre di Jojo. Non le piace affatto Tom e cerca continuamente di convincere sua sorella di lasciarlo. Quando Tom porta Sonic a casa di Rachel per chiedere aiuto alla moglie per curare il giovane riccio alieno, Rachel viene legata a una sedia dalla sorella e dal cognato per non creare fastidi. In seguito, si fidanza con Randall Handel, un tipo atletico che si scopre poi essere un agente delle G.U.N. sotto copertura; non appena Rachel scopre che il matrimonio era tutta una messinscena, decide di vendicarsi del fidanzato aiutando la sorella a liberare Sonic e Tails, tentando successivamente di assalire il fidanzato per rappresaglia, ma alla fine quest'ultimo afferma di essere realmente innamorato e la donna decide di perdonarlo e i due si sposano per davvero.

#### Jojo
Interpretata da Melody Nosipho Niemann e doppiata in italiano da Matilde Ferraro.
Jojo è la figlia di Rachel e nipote di Tom e Maddie. Jojo è una bambina molto dolce, sensile, generosa, innocente, allegra, vivace, gentile, sincera, altruista e di buon cuore, a cui piacciono le attività semplici come colorare. A differenza di sua madre, è molto affezionata allo zio Tom e ha fatto amicizia volentieri con Sonic; infatti è lei a regalare al riccio le scarpe Puma biancorosse.

#### Ozzie
Ozzie è un cane maschio di golden retriever, affettuoso e protettivo animale domestico della famiglia Wachowski (e soprattutto del Team Sonic).

### Famiglia Whipple
I Whipple sono una famiglia di origini britanniche e fede ebraica, apparsa nella miniserie televisiva spin-off live-action Knuckles. Dal matrimonio di Peter e Wendy, nacquero in ordine Wanda e Wade, ma quando Peter abbandonò Wade, Wendy ottenne il divorzio e i due figli entrarono rispettivamente nel FBI e la Polizia di Green Hills. La maggior parte delle volte, i tre si riuniscono per celebrare la cena Shabbat ma ogni volta qualcosa la rovina, spesso i comportamenti di Wanda nei confronti di Wade.

#### Wade Whipple
Interpretato da Adam Pally e doppiato in italiano da Gabriele Tacchi.
Il vicesceriffo Wade Whipple è l'onorevole collega agente di polizia di Green Hills, oltre che migliore amico dello sceriffo Tom Wachowski. Wade è inoltre il protagonista umano della miniserie televisiva spin-off live-action Knuckles, dove diventa partner dell'echidna rosso, svolgendo un ruolo molto più importante, aiutando poi Knuckles e il resto della sua famiglia Whipple a sconfiggere il feroce e spietato Acquirente (un agente rinnegato delle G.U.N. ed ex collaboratore del Dr. Robotnik) e i suoi due assistenti (Willoughby e Mason), oltre ad arrestare il suo spregevole e disonesto padre Pistol Pete.

#### Wendy Whipple
Interpretata da Stockard Channing e doppiata in italiano da Anna Rita Pasanisi.
Wendy Whipple è la madre di Wade e Wanda, oltre che ex-moglie di Pistol Pete, apparsa nella miniserie televisiva spin-off live-action Knuckles (anche se viene menzionata nel secondo film live-action dallo stesso vicesceriffo). Wendy ha dimostrato di essere una donna onesta, leale, gentile e di buon cuore mentre invita Knuckles a una cena Shabbat e si scusa per essere svenuta quando l'ha visto per la prima volta. Ha sentimenti profondi per il benessere dei suoi figli poiché non sopporta che litighino o che Wanda faccia la prepotente con il suo fratello minore Wade, ma è troppo emotiva per fermarlo. È anche piuttosto seria, si dimostra molto delusa nei confronti del suo ex-marito per essere stato corrotto dai due agenti dell'Acquirente e della sua responsabilità per catturare l'echidna rosso e quindi lo punisce senza pietà, prendendolo a pugni in faccia, prima del suo presunto arresto.

#### Wanda Whipple
Interpretata da Edi Patterson e doppiata in italiano da Letizia Scifoni.
Wanda Whipple è un'agente dell'FBI dalla personalità incredibilmente onesta, generosa, leale, onorevole, affascinante, tenace, imprevedibile, coraggiosa, testarda, un po' cinica, leggermente arrogante e quasi prepotente. Sorella maggiore del vicesceriffo Wade e figlia primogenita di Wendy, è apparsa nella miniserie televisiva spin-off live-action Knuckles. Nel corso della miniserie, aiuta Knuckles e il resto della sua famiglia a sconfiggere l'Acquirente e i suoi due assistenti, oltre ad arrestare il suo odioso e crudele padre Pistol Pete per essere stato corrotto dai due stessi agenti dell'Acquirente e della sua responsabilità per catturare l'echidna rosso.

### G.U.N.
Le Guardian Units of Nations (G.U.N.) sono una grande e potente organizzazione militare fondata negli anni '70 e riformata dal Comandante Walters al termine del primo film. L'organizzazione dispone sempre di un vasto esercito di soldati e avanzatissimi veicoli e robot da guerra con lo scopo di proteggere la Terra da ogni tipo di minaccia extraterrestre. I suoi agenti e ufficiali più conosciuti sono la Direttrice Rockwell, Randall Handel, Fairley e Kyle Lancebottom, mentre l'Acquirente e i suoi assistenti Willoughby e Mason sono membri espulsi e rinnegati e divenuti nemici.

#### Comandante Walters
Interpretato da Tom Butler (anziano) e James Wolk (da giovane) e doppiato in italiano da Ambrogio Colombo (anziano) e Gabriele Marchingiglio (da giovane).
Il Comandante Walters è stato un militare statunitense. Negli anni '70, era di stanza al centro di ricerca dove veniva studiato Shadow e durante la chiusura del progetto, tentò invano di impedire la morte di Maria Robotnik. All'inizio, nel primo film, era un vicepresidente del Joint Chiefs of Staff e ordina con riluttanza al dottor Ivo "Eggman" Robotnik di investigare sul blackout provocato involontariamente da Sonic, mentre nel sequel, è divenuto il leader e fondatore delle G.U.N.. Nel terzo capitolo, il Comandante decide di ingaggiare il Team Sonic (Sonic, Tails e Knuckles) per contrastare Shadow, ma durante la loro discussione in mezzo alla festa del ristorante, viene attaccato dagli stessi droni-uovo comandati dal professor Gerald Robotnik (il nonno del Dr. Eggman e di Maria). L'anziano leader militare viene ferito mortalmente da un drone e prima di morire, consegna al Team Sonic una delle chiavi per attivare la più potente arma delle G.U.N., il Cannone Eclissi. Dopo la sua tragica morte, il suo ruolo di comando viene affidato alla Direttrice Rockwell.

#### Direttrice Rockwell
Interpretata da Krysten Ritter e doppiata in italiano da Antilena Nicolizas.
La Direttrice Rockwell è una leader militare e agente delle G.U.N. sotto alla guida del Comandante Walters, incaricata di compiere una faccenda rischiosa che riguarda il Progetto Shadow. Viene incaricata di reclutare il Team Sonic, a cui spiega una situazione molto pericolosa in corso a Tokyo, concludendo che il Comandante sta richiedendo la loro immediata assistenza. Dopo la tragica morte di Walters per mano dei micidiali droni del professor Gerald Robotnik (il nonno del Dr. Eggman e di Maria), la donna è divenuta la nuova comandante delle G.U.N.. Sapendo che il Team Sonic e i Robotnik vogliono recuperare la seconda chiave per attivare il Cannone Eclissi, decide di lasciarli avvicinare al caveau, situato nel QG delle G.U.N. a Londra, per catturare tutti, ma Tom si traveste da Walters e le ordina di preparare le difese.

#### Randall Handel
Interpretato da Shemar Moore e doppiato in italiano da Andrea Lavagnino.
Randall Handel è un agente delle G.U.N. sotto copertura, incaricato di spiare la famiglia Wachowski e accertare l'esistenza di Sonic. Fattosi passare come fidanzato di Rachel, i superiori organizzano un matrimonio che si scoprirà essere finto. Alla fine, costui si rende conto di essere realmente innamorato di Rachel e il suo stesso comandante dà retta ai Wachowski.

#### Agente Fairley
Interpretato da Graeme Thomas King.
Fairley è un agente delle G.U.N., apparso unicamente nel primo episodio della miniserie televisiva spin-off live-action Knuckles. Nel corso della miniserie, quando Fairley entra nel quartier generale delle G.U.N., situato a Londra, per avvisare l'agente Willoughby di informare il Comandante Walters che Knuckles aveva lasciato Green Hills, viene cacciato dall'agente Mason, che lancia un anello appartenuto a Sonic e i suoi amici, mandandolo sul pianeta dei funghi. Il destino dell'agente Fairley rimane totalmente sconosciuto.

#### Kyle Lancebottom
Interpretato da Jorma Taccone.
Kyle Lancebottom è un supervisore di sicurezza della stanza a Prison Island per le G.U.N., apparso unicamente nel film live-action Sonic 3 - Il film. Nel corso della storia cinematografica, mentre si gode una scatola di ciambelle con una guardia, i due notano che Shadow mostra un'attività anomala, realizzando che il loro sistema di sicurezza è stato hackerato. Lanciato l'allarme, Kyle e la guardia guardano dalla sala di osservazione mentre il riccio elimina rapidamente i soldati delle G.U.N. e indietreggiano sotto shock quando l'ultimo soldato viene lanciato contro il vetro. Kyle dice quindi che hanno bisogno di più ragazzi, al che la guardia risponde che erano tutti i ragazzi.

### Maggiore Bennington
Interpretato da Neal McDonough e doppiato in italiano da Alessio Cigliano.
Il maggiore Bennington è il capo dell'esercito americano, apparso unicamente nel primo film.

### Susie Barnes
Interpretata da Alice Tregonning e doppiata in italiano da Gemma Esposito.
Susie Barnes, nota anche come Susie la guerriera, è una ragazzina bionda e membro delle Girl Scout a Reno, apparsa nella miniserie televisiva spin-off Knuckles. A differenza dei suoi antipatici ex compagni del torneo di bowling (Pistol Pete e Jack Sinclair), è una ragazzina gentile, leale, onorevole, sincera, onesta, amichevole e di buon cuore. Quando il vicesceriffo Wade sconfigge Jack, si unisce a lui come suo leader più onorato.

### Carl il Pazzo
Interpretato da Frank C. Turner e doppiato in italiano da Mino Caprio.
Carl il Pazzo (Crazy Carl) è un anziano abitante di Green Hills ossessionato dalle teorie della cospirazione, che da tempo cerca di provare la strana esistenza di Sonic, da lui soprannominato "Diavolo Blu", motivo per cui tutti in città credono che l'uomo sia folle non credendo alla sua storia. Verso la fine, giunge in aiuto di Sonic insieme agli abitanti della cittadina per difendere il giovane eroe riabilitando la sua reputazione sul fatto di non essere folle come tutti credevano. Il personaggio è apparso unicamente nel film live-action Sonic - Il film.

### Longclaw il gufo gigante
Doppiata in originale da Donna Jay Fulks e in italiano da Francesca Fiorentini.
Longclaw il gufo gigante (Longclaw the Giant Owl) è stato un gufo gigante femmina, ultima della sua specie. Abitava in una capanna a Green Hill Zone, dove allevò Sonic. Era solita raccontare al suo apprendista la storia del Grande Smeraldo come favola della buonanotte, ignorando che fosse in realtà il compito segreto della mentore; quando la tribù degli Echidna scovò la capanna per riprendersi la gemma, Longclaw tentò di fuggire venendo ferita da un arciere, consegnando a Sonic un sacchetto di anelli magici per spostarsi su un mondo sicuro nel caso qualcuno lo scoprisse e tentasse di catturarlo per ottenere i suoi poteri, dicendogli addio. Nel secondo film e il suo prequel a fumetti, viene confermato che è caduta in battaglia assieme a tutti gli echidna ed appare in forma di messaggio olografico informando Sonic di proteggere il Grande Smeraldo.

### Tribù degli Echidna
Gli Echidna sono stati la tribù di Knuckles, guidata da Pachacamac. Nel flashback con Sonic bambino nel primo film, sono visti mettere in atto un attacco a Longclaw e Sonic per impossessarsi del potere del riccio blu. Longclaw, durante l'inseguimento, da a Sonic gli anelli e lo manda sulla Terra, Sonic cerca di salvarla dagli Echidna, ma non fa in tempo e il portale svanisce. Nella miniserie televisiva, si scopre che erano comandati dal padre di Knuckles e quest'ultimo voleva partecipare all'azione, ma suo padre non glielo permise.

### Pachacamac
Doppiato in originale da Christopher Lloyd e in italiano da Mino Caprio.
Pachacamac è stato il capo della tribù degli Echidna. Rispetto alla controparte videoludica, ha una storia completamente diversa: all'inizio del primo film, guida l'intera tribù all'attacco contro Longclaw e il piccolo Sonic per riprendere il Grande Smeraldo (realizzato tempo prima dagli stessi Echidna e sottratto dalla tribù dei gufi), senza però riuscire a catturare Sonic e morendo assieme a tutta la tribù e Longclaw. Riappare nella miniserie televisiva spin-off Knuckles in forma di spirito, dove spinge Knuckles ad addestrare Wade come guerriero secondo la tradizione della tribù ed in sogno allo stesso Wade per fargli rivivere il passato di Knuckles tramite un musical.

### Maria Robotnik
Interpretata da Alyla Browne e doppiata in italiano da Sofia Suarez.
Maria Robotnik era la nipote del professor Gerald Robotnik e cugina del Dr. Eggman. Durante le ricerche su Shadow, non vedendolo come un essere pericoloso, bensì solo e incompreso, diventò per lui un'amica e una sorella, insegnandogli così il valore dell'amore e dell'amicizia. Quando le G.U.N. chiusero il progetto e irruppe nel laboratorio per portare via Shadow, Maria fu uccisa dall'esplosione di un contenitore di energia del Caos provocata accidentalmente da un proiettile sparato da un soldato, che Walters stava tentando di fermare, lasciando Gerald e Shadow colmi di dolore e rabbia.

### Forze di Robotnik
Le Forze di Robotnik, noto anche come il Team Robotnik, sono il gruppo che vuole sfruttare i poteri di Sonic, contro cui il riccio e i suoi amici sono perennemente in battaglia.

#### Dr. Ivo "Eggman" Robotnik
Interpretato da Jim Carrey e doppiato in italiano da Roberto Pedicini.
Il dottor Ivo Robotnik, soprannominato Eggman a causa dei suoi droni a forma di uovo, è l'antagonista principale della serie. È uno scienziato pazzo dell'esercito statunitense, rinomato per i suoi avanzatissimi robot ed arcinemico del Team Sonic. Robotnik è xenofobo verso ciò che è diverso dagli esseri umani, infatti vede Sonic solo come un alieno e non una persona da rispettare ed è questo il motivo per cui ha cercato di uccidere Sonic in vari modi e successivamente la famiglia Wachowski per aver interferito con i suoi piani e aver accolto e amato Sonic come loro figlio adottivo. Cresciuto orfano, da piccolo fu vittima di bullismo, cosa che lo portò a perdere la fede nelle persone, non voler amici (ritenendoli una debolezza) e riporre la sua fiducia nei robot e nella tecnologia, che usò per vendicarsi del bullo; stando alle affermazioni di Robotnik, grazie ai robot tecnologici creati, il bullo rimase conciato così male al punto da nutrirsi con una cannuccia per un anno. Crescendo, Eggman divenne uno scienziato al servizio degli Stati Uniti, che servì con dedizione per anni. A causa del suo modo di fare e la sua intelligenza straordinaria, viene incaricato di indagare sul blackout provocato involontariamente da Sonic e tenta di catturarlo, ma fallisce e viene radiato dall'esercito per la sua megalomania. Trascorre otto mesi in esilio sul pianeta dei funghi, da cui riesce a scappare con l'aiuto di Knuckles, che successivamente usa per raggiungere il Grande Smeraldo. Creduto morto dopo aver tentato di distruggere Green Hills, si riunisce al nonno Gerald e lo aiuta ad accendere il Cannone Eclissi, ma una volta scoperti i piani di distruzione, tradisce il nonno ed allontana l'arma con l'aiuto di Shadow, venendo nuovamente creduto morto.

#### Professor Gerald Robotnik
Interpretato da Jim Carrey e doppiato in italiano da Roberto Pedicini.
Il professor Gerald Robotnik è l'antagonista principale del terzo film. A differenza della controparte videoludica, questa versione del personaggio è più folle, spietata, vendicativa, misantropica, distruttiva, pericolosa, manipolativa, nichilista e dalla mente brillante. Avendo tenuto con sé un aculeo di Shadow, il potere del Caos ne ha fermato l'invecchiamento e ammette di avere ben 110 anni; viene persino incontrato di persona da Sonic, Tails e Knuckles (il riccio blu chiama anche lui "Eggman" come suo nipote). Nel 1974, il professore aveva condotto gli studi del Progetto Shadow, sperando che avrebbe avuto un grande successo in futuro. Tuttavia, quando le G.U.N. decisero di cancellare gli studi a causa dell'eccessiva grandezza dei poteri del riccio alieno nero, Gerald tentò di scappare con Shadow e Maria, ma la povera ragazza venne drammaticamente uccisa in un'esplosione provocata da un soldato intento a sparare verso Maria; nonostante l'intervento del giovane Capitano Walters, l'arma venne deviata e colpì dei contenitori colmi di Caos di Shadow. Accusato dell'incidente, Gerald fu condannato all'ergastolo e Shadow venne ibernato. Durante la detenzione, Gerald meditò una spietata vendetta costruendo il Cannone Eclissi (Eclipse Cannon), una potente arma della stazione spaziale ARK in grado di disintegrare i pianeti. Ottenne la libertà consegnando le chiavi di attivazione alle G.U.N. Cinquant'anni dopo, nel 2024, Gerald "prende in prestito" i droni di suo nipote Ivo "Eggman" Robotnik per attirarlo a sé con l'intento di rubare le chiavi e attivare il cannone per vendicare Maria assieme a Shadow, ma non appena Eggman scopre le vere intenzioni di suo nonno, lo tradisce e Gerald lo espelle, attaccando quindi Sonic e lo stesso Shadow (unitosi al suo rivale per fermarlo). Intervenuto e salvato da Tails e Knuckles, Eggman lancia suo nonno con una scossa di un aculeo del riccio blu nel nucleo del cannone, disintegrandolo mortalmente al contatto.

#### Agente Stone
Interpretato da Lee Majdoub e doppiato in italiano da Raffaele Carpentieri.
L'agente Stone è l'antagonista secondario della serie. È un agente segreto che lavora a stretto contatto con il dottor Ivo "Eggman" Robotnik, del quale è l'onorevole e fidato braccio destro. È un uomo dal carattere calmo, leale, opportunista, equilibrato, formale, tollerante, fanatico, ossessivo, inetto e corrotto; in particolare, sopporta senza problemi i rimproveri e gli abusi fisici ed emotivi di Robotnik, verso cui prova ammirazione, dimostrandosi molto obbediente nei suoi confronti indipendentemente da come viene trattato. Nel secondo film, durante il periodo di assenza del dottor Robotnik, Stone gestisce un bar e si deprime per la mancanza dello scienziato, ma una volta appreso del suo ritorno, scoppia di gioia e riprende il suo ruolo di assistente. Stone è apparso anche nel fumetto prequel del secondo film, intitolato Sonic the Hedgehog 2: The Official Movie Pre-Quill. Nel terzo film, scopre per primo i veri piani di vendetta del professor Gerald Robotnik e di Shadow per distruggere il pianeta Terra, e tenta invano di avvertire il suo capo e tenta invano di avvertire il capo.

#### Metal Sonic
Metal Sonic è l'antagonista minore del terzo film che appare come in cameo alla fine del lungometraggio cinematografico. È il clone robotico di Sonic, che lo attacca insieme ad altri robot, ma vengono distrutti da Amy Rose grazie al suo martello. Tornerà come antagonista principale nel quarto film in uscita nel 2027.

#### Acquirente
Interpretato da Rory McCann e doppiato in italiano da Dario Oppido.
L'Acquirente (The Buyer) è l'antagonista principale della miniserie televisiva spin-off live-action Knuckles. Si tratta di uno spietato e brutale trafficante d'armi e vecchio assistente del Dr. Ivo Robotnik. Dopo la presunta scomparsa del perfido scienziato, le G.U.N. hanno tentato invano di eliminarlo assieme ad ogni altro legame dello stesso, ma questi prese il suo equipaggiamento e incaricò immediatamente due agenti G.U.N. (Willoughby e Mason) di catturare Knuckles per alimentare la sua ultima creazione, un enorme esoscheletro potenziato. Tuttavia, nel loro scontro finale a Reno, Wade fa cadere l'enorme palla da bowling sul tetto dell'edificio, permettendo all'echidna rosso di schiacciare il nemico, uccidendolo. Sembra che l'Acquirente fosse un uomo piuttosto sadico, violento, crudele, ambizioso, freddo, viscido, egoista, arrogante, inaffidabile, tirannico e assetato di potere, ha anche una mancanza di tolleranza per i fallimenti e dalle poche possibilità dei suoi due agenti quando lo deludono molto.

#### Agente Willoughby
Interpretata da Ellie Taylor e doppiata in italiano da Gaia Bolognesi.
L'agente Willoughby è una brillante scienziata militare che studiava la vita extraterrestre in passato. Dopo la presunta scomparsa del Dr. Robotnik, si unì alle G.U.N. per combattere contro le minacce aliene, ma a causa del suo estremo e profondo odio verso gli alieni, fu licenziata. Pertanto, divenne una spietata e vendicativa criminale, accettando volontariamente di dare la caccia a Knuckles per conto dell'Acquirente, ma sfortunatamente viene sconfitta dall'echidna rosso, venendo risucchiata dall'anello portale assieme a Mason.

#### Agente Mason
Interpretato da Scott Mescudi e doppiato in italiano da Emanuele Ruzza.
L'agente Mason è un ex lottatore e pugile clandestino; si unì alle G.U.N. per combattere le minacce aliene, che alla fine abbandonò assieme a Willougby e i due iniziarono a lavorare per l'Acquirente con il compito di catturare Knuckles, ma sfortunatamente vengono sconfitti entrambi dall'echidna rosso, venendo risucchiati dall'anello portale.

#### Unità
Doppiato in originale da Aaron Landon e in italiano da Jacopo Venturiero.
L'Unità è l'antagonista principale del cortometraggio live-action Sonic Drone Home. Si tratta di un drone uovo costruito dal Dr. Robotnik e a differenza dei suoi simili, è in grado di parlare e secondo le sue dichiarazioni, la sua batteria ha un'autonomia di un miliardo di anni. Viene trovata nella discarica di Green Hills dal Team Sonic mentre si costruisce un corpo per conquistare il mondo e riesce ad avere la meglio, tuttavia, Sonic rinfaccia all'Unità il suo pensare per sé stesso e questi ammette di amare le poesie. Alla fine, Knuckles distrugge il suo corpo di rottami e Sonic concede a Tails di tenerlo.

### Pistol Pete
Interpretato da Cary Elwes e doppiato in italiano da Franco Mannella.
Peter Whipple, noto anche come Pistol Pete, è l'antagonista secondario della miniserie televisiva spin-off live-action Knuckles. Si tratta di un campione di bowling di origini britannico-ebraiche carismatico, plurititolato e ricchissimo, ma totalmente viscido, avido, egoista, disonesto, arrogante, sleale, infido, spregevole e odioso, nonché il padre di Wade e Wanda, oltre che un ex-marito di Wendy. In passato, insegnò a Wade le sue tecniche per giocare a bowling finché, in un momento imprecisato, abbandonò il figlio in una discoteca e si trasferì a Reno, dove si stabilì in un appartamento privato grazie alle somme ottenute dalle vittorie ai tornei. Ricevette le registrazioni della band di Wade, ma non gli rispose mai per "timidezza". Viene successivamente corrotto dagli agenti Willoughby e Mason, ai quali consegna moglie e figlia, permettendo agli agenti di usare la famiglia come ostaggi per avere Knuckles. Tuttavia, l'echidna rosso ha origliato l'intero piano e riesce presumibilmente a uccidere i due agenti, per poi liberare Wendy e Wanda e permettere a Wade e Susie di partecipare alla finale. Questa viene vinta per un soffio da questi ultimi e, cessati i disordini provocati dall'Acquirente, Pete tenta di fuggire con il trofeo, venendo però placcato dai suoi stessi parenti.

### Jack Sinclair
Interpretato da Julian Barratt e doppiato in italiano da Alberto Bognanni.
Jack Sinclair è un sadico e crudele cacciatore di taglie e giocatore di bowling. Ha una corporatura robusta, capelli lunghi, una giacca nera con fiamme sulle maniche e un borsalino. All'inizio della miniserie, fa squadra con il vicesceriffo Wade Whipple per competere al torneo dei campioni di bowling a Reno, ma a causa delle demoralizzazioni subite dalla giovanissima Susie Barnes, Wade fallisce e Jack lo rimpiazza con la ragazzina bionda in modo disonesto, sleale e disonorevole. Successivamente, Jack cattura Wade per ottenere la taglia promessa dai due agenti delle G.U.N. (Willoughby e Mason), ma Wade riesce a liberarsi e prevalere su Jack in uno scontro, umiliandolo e ottenendo la sua giacca, borsalino e motocicletta, che usa per tornare a casa. Il personaggio è apparso nella miniserie televisiva spin-off live-action Knuckles.

### Iblis
Iblis, noto anche come Demone del fuoco (Fire Demon), è apparso unicamente nel quarto episodio della miniserie televisiva spin-off Knuckles. Il personaggio è dichiaratamente ispirato a Iblis la Fiamma del Disastro e viene anche rappresentato come un enorme e demoniaco mostro di fuoco. Tempo prima degli eventi del secondo film, un giovanissimo Knuckles tentò di assorbire le sue fiamme, desideroso di vendicare suo padre, ucciso da Longclaw. Nonostante la resistenza posta dall'echidna, il Demone prevalse e Knuckles venne in un primo momento sconfitto, finché non apprese che la forza viene dal guerriero che è in lui, così riuscì ad assorbire la Fiamma del disastro dal demone, lasciandolo morire oppure gravemente incapacitato e imparando così una nuova tecnica.

## Altri media
Il design originale di Sonic scelto per il primo film appare come personaggio di supporto nella pellicola Disney del 2022 Cip & Ciop agenti speciali, in cui dopo essere stato bocciato per recitare nel film cerca lavoro come attore in altre serie TV o film, e Ciop gli da contegno nonostante anche lui pensa che il pubblico abbia fatto bene a criticarlo per i denti. Nel finale del film cattura Sweet Pete (antagonista del film e controparte cattiva di Peter Pan), salvando i protagonisti e lo fa arrestare. Nel film è chiamato Ugly Sonic (letteralmente "Sonic Brutto").